# Christ Church (Cambridge, Massachusetts)
Die Christ Church (auch Christ Episcopal Church) ist ein historisches Kirchengebäude in Cambridge, Massachusetts in den Vereinigten Staaten. Es gehört zur Episkopalkirche der Vereinigten Staaten von Amerika und wurde 1960 als National Historic Landmark anerkannt. Seit 1973 ist es zugleich Contributing Property des Cambridge Common Historic District.

## Architektur

Innenansicht, 1934

Das zum größten Teil aus Eichenholz bestehende Gebäude wurde 1761 fertiggestellt und ist eines der wenigen Gebäude, das eindeutig dem Architekten Peter Harrison zugeordnet werden kann.
Die Kirche unterscheidet sich deutlich von anderen sakralen Bauwerken aus der Kolonialzeit. Der dreistöckige Kirchturm verfügt über einen quadratischen Grundriss und ist relativ schmucklos gehalten; der kreuzförmige Belfried weist Fenster mit Lünetten auf. Um das gesamte Gebäude verläuft ein Karnies Dorischer Ordnung.
Im Inneren setzt sich die äußere Schlichtheit fort. Die tragenden Säulen ragten ursprünglich direkt vom Boden auf und verfügten über Kapitelle Dorischer Ordnung. Im Zuge von Reparaturarbeiten in den 1820er Jahren wurden diese jedoch jeweils auf ein Säulengebälk gesetzt und mit Kapitellen Ionischer Ordnung versehen. Auch die Pilaster Ionischer Ordnung an den Wänden zwischen den Fenstern wurden in diesem Zusammenhang hinzugefügt. Heute verfügt die Kirche über zwei Säulenreihen entlang des Mittelschiffs mit jeweils sechs einzelnen, glatten Säulen Ionischer Ordnung. Die halbkreisförmige Kanzel wird von einem Palladianischen Fenster erhellt.

## Historische Bedeutung
Die Christ Church ist eines der noch in Cambridge erhaltenen Gebäude aus der Kolonialzeit und bietet heute einen ruhigen Gegenpol zum Alltag der benachbarten Harvard University. 1759 schloss sich eine Gruppe reicher Kaufleute der Stadt zusammen, um ein neues Kirchengebäude errichten zu lassen. Dafür wollten sie nicht mehr als 500 Pfund (heute ca. 82.000 Pfund) investieren, weshalb es ein einfaches Bauwerk ohne Galerie werden sollte. Zur weiteren Kosteneinsparung war ein Belfried anstelle eines Spitzturms vorgesehen.
Die meisten der Geldgeber sahen in Peter Harrison einen von nur wenigen Männern in Neuengland, die eine Vorstellung von „moderner“ Architektur hatten. Harrison stellte seine Pläne 1760 den Auftraggebern vor, die von den eigentlich als Gratisleistung angefertigten Entwürfen so angetan waren, dass sie ihm 45 Pfund (heute ca. 7.000 Pfund) Aufwandsentschädigung zahlten. Trotz der Auflage, nicht mehr als 500 Pfund auszugeben, kostete das Gebäude schließlich rund 1.300 Pfund (heute ca. 213.000 Pfund). Aufgrund dieser Kostenüberschreitung blieb kein Geld mehr übrig, um beispielsweise die Säulen zu verzieren.
Die vorwiegend aus britischen Loyalisten bestehende Kirchengemeinde wurde während des Amerikanischen Unabhängigkeitskriegs zerstreut, sodass die Kirche kaum noch genutzt wurde. Nach den Gefechten von Lexington und Concord wurde sie 1775 als Truppenquartier konfisziert. Erst 1829 war die Gemeinde wieder so weit angewachsen, dass sie einen Rektor einstellen konnte. Zwischen 1839 und 1861 stieg die Anzahl der Gemeindemitglieder sprunghaft an, sodass das Kirchengebäude 1857 von 18 m auf 25 m verlängert werden musste. Es folgten weitere Renovierungen und Instandhaltungsmaßnahmen.